# Stile ventrale

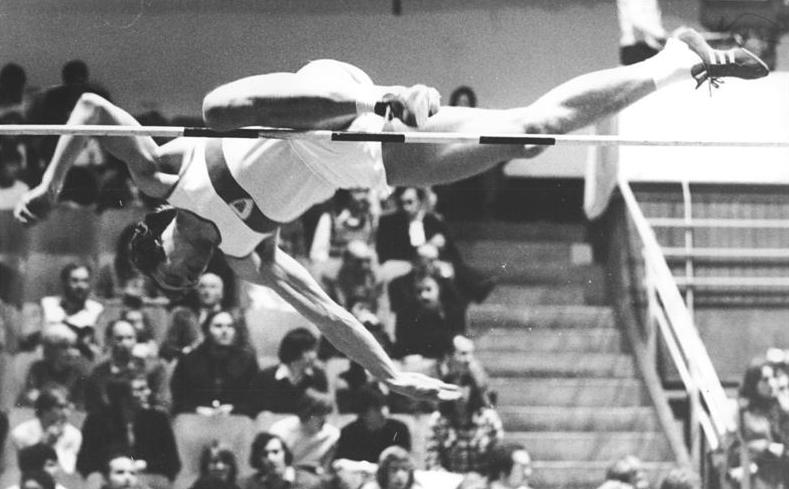
Un saltatore effettua un salto in stile ventrale

Lo stile ventrale, o straddle, è una tecnica di valicamento dell'asticella nelle competizioni di salto in alto, l'ultima utilizzata prima dell'avvento dello stile Fosbury.

## Tecnica
Dopo una rincorsa in linea retta obliqua il saltatore si stacca dal suolo con il ventre rivolto all'ostacolo e con un arto esteso per spingersi verso l'alto, richiamando l'altro con la gamba flessa sulla coscia e superando l'asta attraverso un movimento di rotazione del busto sull'asse longitudinale. A differenza del precedente stile a forbice, nel momento del superamento lo sguardo è rivolto verso il basso.

## Storia

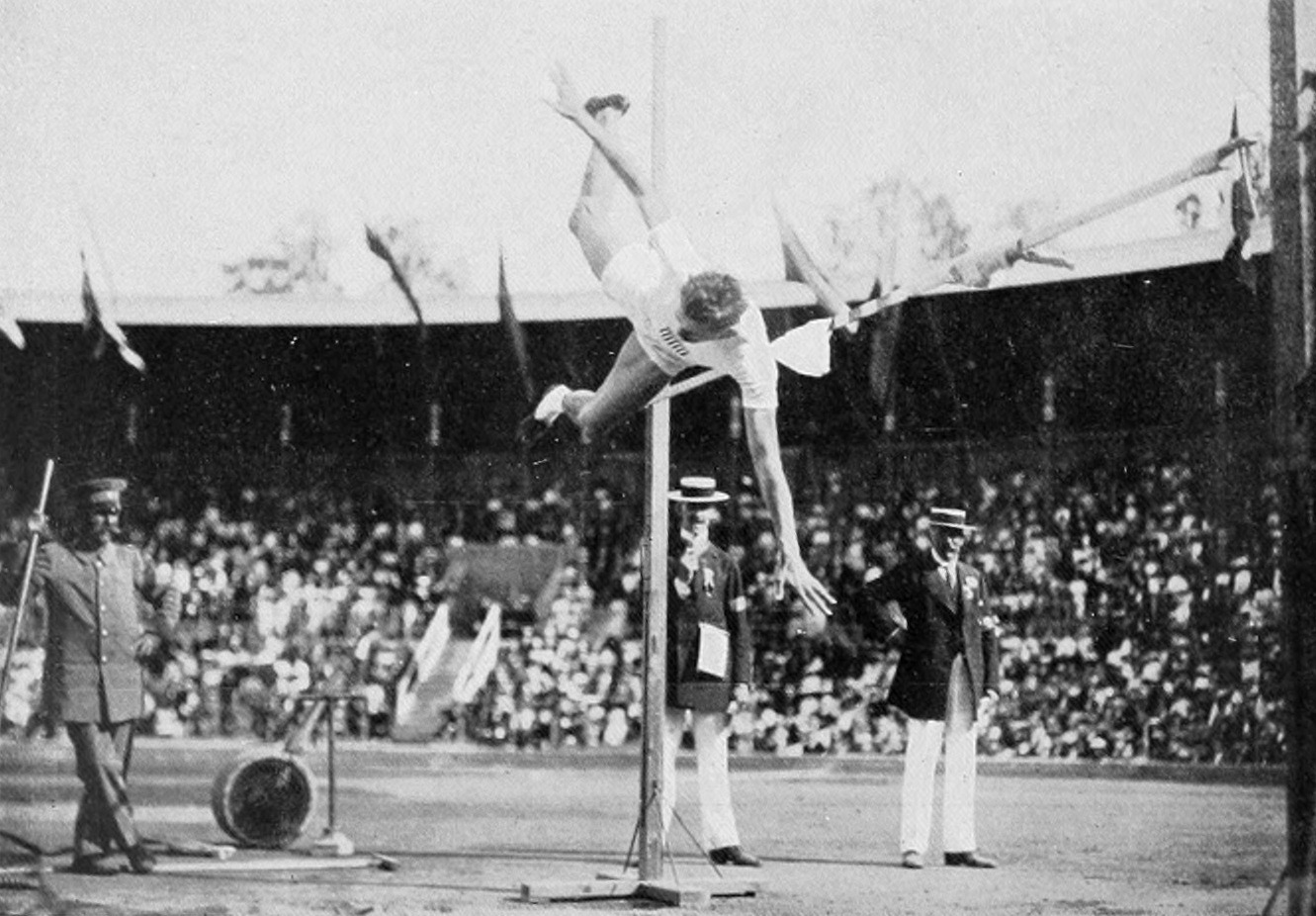
George Horine alle Olimpiadi di, il primo ad utilizzare lo scavalcamento costale

Il primo ad introdurre il western roll fu lo statunitense George Horine, che nel 1912 a Palo Alto fu anche il primo uomo al mondo a valicare l'asticella oltre i 2,00 m. Si racconta che Horine si trovasse costretto ad effettuare un salto, causa pedana allagata, con attacco dal lato opposto alla sua consuetudine trovandosi così a modificare la sua "sforbiciata" in un valicamento dell'asticella anomalo, valicamento che prese da lui il nome. 
Tra i principali esponenti si ricordano i saltatori sovietici Valerij Brumel', campione olimpico e primatista mondiale, e Volodymyr Jaščenko, uno degli ultimi ad utilizzare lo stile ventrale, che ai campionati europei indoor di Milano 1978 conquistò la medaglia d'oro fissando il nuovo record mondiale a 2,35 m, massima misura raggiunta con questa tecnica e ancora nel 2015 primato mondiale indoor a livello under 20. In Italia, Bruno Bruni stabilì, ancora nel 1979, il primato italiano con la misura di 2,27 m.
Con gli anni ottanta lo stile ventrale sparì del tutto, lasciando il campo allo stile Fosbury.